# Taishi Nakagawa
Pour les articles homonymes, voir Nakagawa (homonymie).
Taishi Nakagawa (中川 大志, Nakagawa Taishi), né le 14 juin 1998 à Tokyo, est un acteur, animateur et mannequin. Il interprète Tsuneo Suzukawa dans Josée, le Tigre et les Poissons et de Yakichi dans Le Joueur de Go (2024)